# Montignac-de-Lauzun
Pour les articles homonymes, voir Montignac.
Montignac-de-Lauzun est une commune du Sud-Ouest de la France, située dans le département de Lot-et-Garonne (région Nouvelle-Aquitaine).

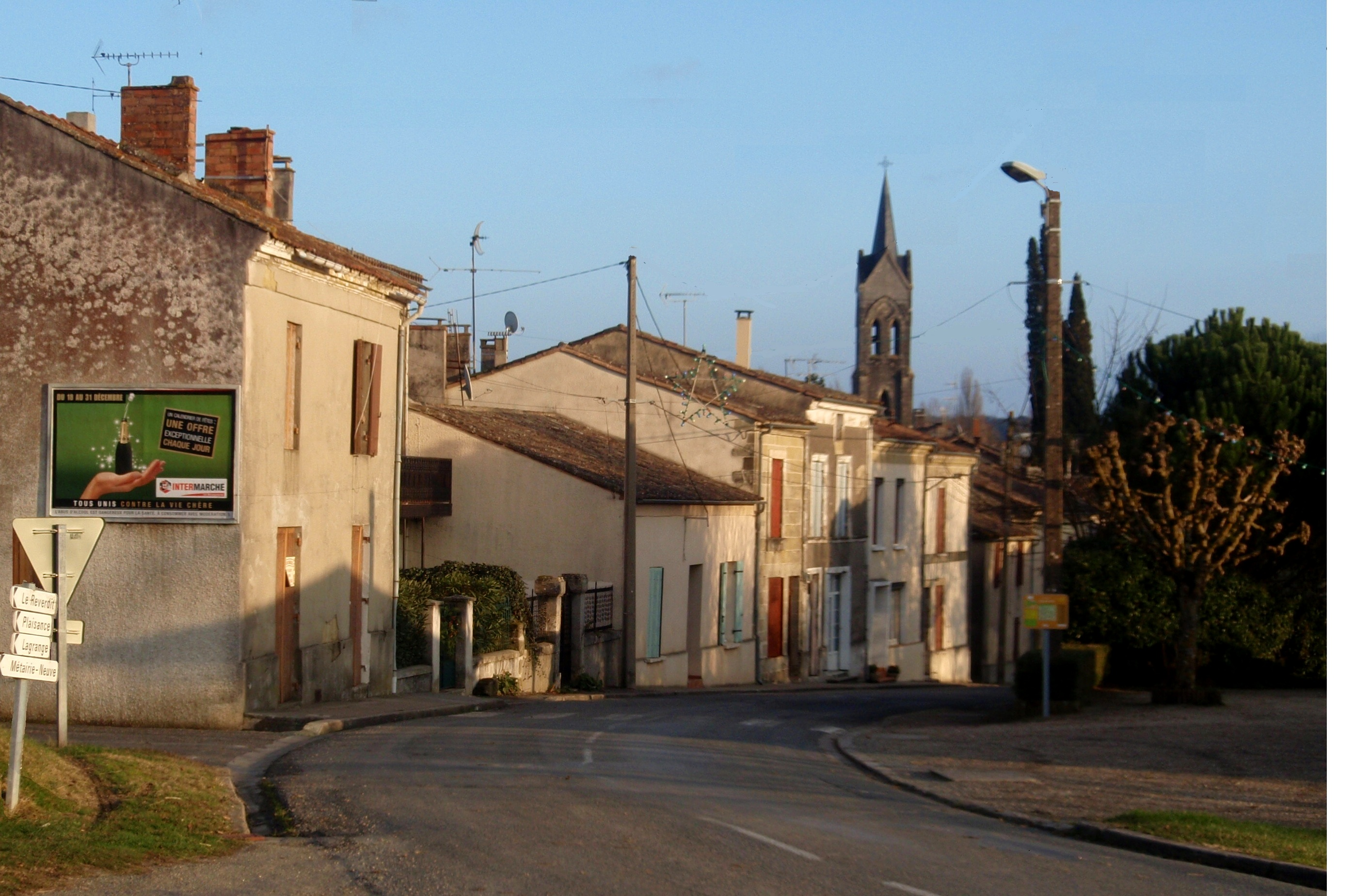
Montignac-de-Lauzun entrée.

## Géographie

### Localisation

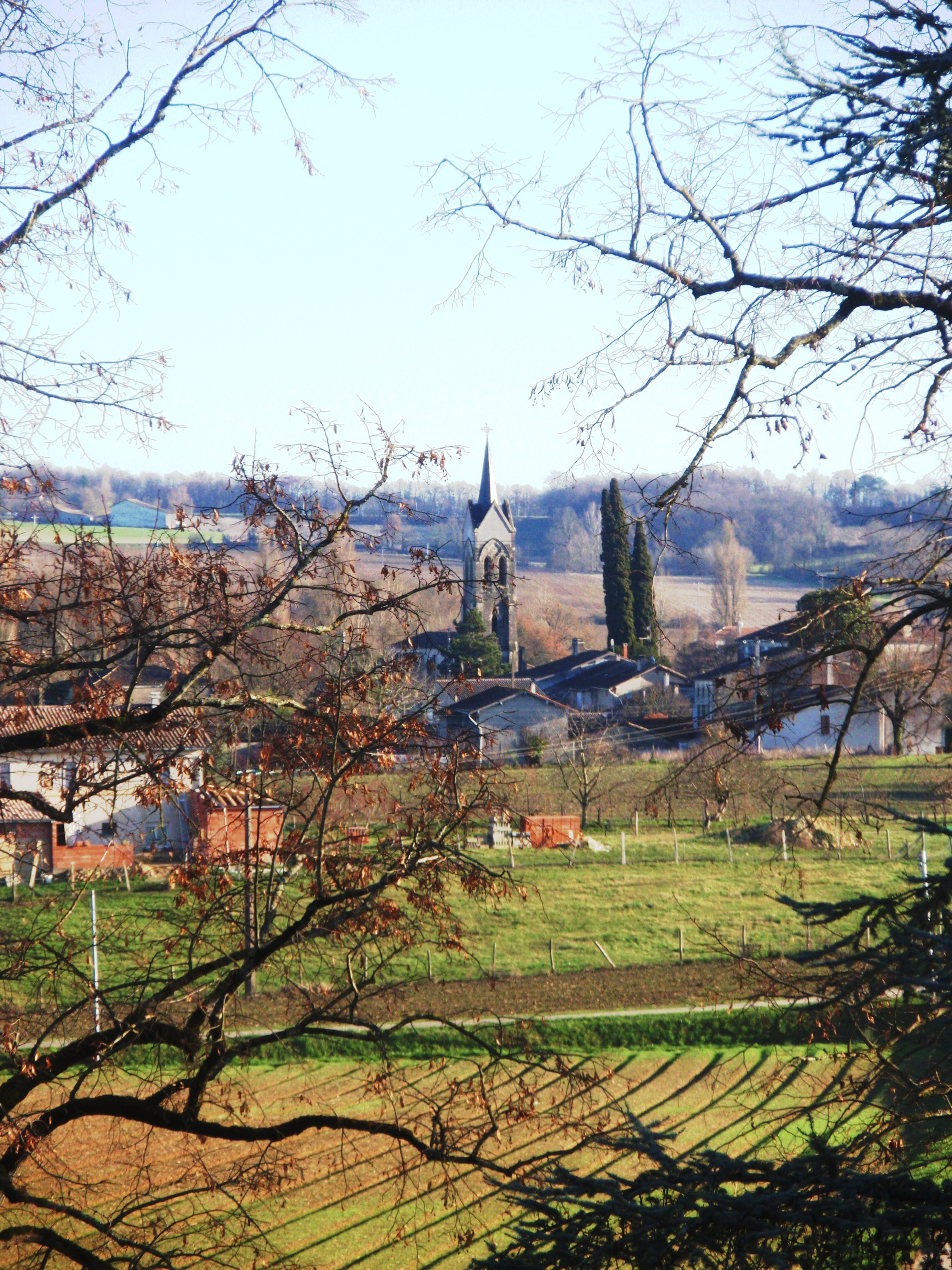
Le village.

Commune rurale du nord-ouest du Lot-et-Garonne établie à un carrefour de la RD 227 à 10 km à l'est de Miramont-de-Guyenne, à 30 km au nord-est de Marmande.

### Communes limitrophes
Les communes limitrophes sont Lavergne, Monbahus, Monviel, Saint-Colomb-de-Lauzun, Ségalas et Tombebœuf.
|          | Saint-Colomb-de-Lauzun | Ségalas  |
| Lavergne | Montignac-de-Lauzun    | Monviel  |
|          | Tombebœuf              | Monbahus |

### Géologie et relief
Le paysage est fait de collines de sédiments tertiaires de grès tendre calcaire, dite molasse, parfois durci en tuf (en raison du son produit à l'impact du marteau) ayant servi de matériau pour la plupart des constructions traditionnelles.

### Hydrographie
Découpées en pentes douces par des vallons à fonds humides barrés pour les besoins de l'irrigation en quelques lacs collinaires, dont l'exutoire principal est la Dourdenne, affluent du Dropt, dégageant vers le sud-ouest de belles perspectives bleutées vers les horizons des coteaux de la Garonne et remontant vers le nord-est vers les premières buttes témoins des calcaires de l'Agenais et Périgord.

### Climat
Pour des articles plus généraux, voir Climat de la Nouvelle-Aquitaine et Climat de Lot-et-Garonne.
Historiquement, la commune est exposée à un climat océanique aquitain.  
En 2020, Météo-France publie une typologie des climats de la France métropolitaine dans laquelle la commune est dans une zone de transition entre le climat océanique et le climat océanique altéré et est dans la région climatique Aquitaine, Gascogne, caractérisée par une pluviométrie abondante au printemps, modérée en automne, un faible ensoleillement au printemps, un été chaud (19,5 °C), des vents faibles, des brouillards fréquents en automne et en hiver et des orages fréquents en été (15 à 20 jours).
Pour la période 1971-2000, la température annuelle moyenne est de 13,1 °C, avec une amplitude thermique annuelle de 15,3 °C. Le cumul annuel moyen de précipitations est de 804 mm, avec 10,5 jours de précipitations en janvier et 6,8 jours en juillet. Pour la période 1991-2020, la température moyenne annuelle observée sur la station météorologique la plus proche, située sur la commune de Cancon à 13 km à vol d'oiseau, est de 13,4 °C et le cumul annuel moyen de précipitations est de 852,4 mm,. Pour l'avenir, les paramètres climatiques de la commune estimés pour 2050 selon différents scénarios d'émission de gaz à effet de serre sont consultables sur un site dédié publié par Météo-France en novembre 2022.

## Urbanisme

### Typologie
Au 1er janvier 2024, Montignac-de-Lauzun est catégorisée commune rurale à habitat très dispersé, selon la nouvelle grille communale de densité à sept niveaux définie par l'Insee en 2022.
Elle est située hors unité urbaine et hors attraction des villes,.

## Histoire
Les traces les plus anciennes du peuplement sont des silex taillés du paléolithique que les labours déterrent encore ici et là, non loin du Périgord et de ses sites préhistoriques célèbres. Mais si le nom évoque les exploitations et villa gallo-romaine comme tous les suffixes en "ac", l'organisation villageaoise remonte probablement au Moyen Âge où, dans une province de Guyenne disputée entre souveraineté anglaise et féodalité française, les défrichements agricoles et peuplements d'écarts se sont étendus non loin d'anciennes "mottes", châteaux, et bastides bénéficiant de franchises octroyées au XIIIe siècle (Lauzun, Saint-Barthélémy, Miramont, Allemans, La Sauvetat, Castillonnès, Villeréal...). L'apogée démographique fut atteinte au milieu du XIXe siècle (1100 habitants) où apparurent quelques gentilhommières au centre d'un système de métayage agricole tandis que le "bourg" concentrait une vingtaine de commerces et ateliers artisanaux. Le déclin lié au premier exode rural, accentué par la Grande guerre où périrent au combat seize jeunes  Montignacais, fut enrayé dans l'entre-deux-guerres et jusqu'aux années soixante par une immigration de main d'œuvre agricole d'abord italienne -vers 1950 près de la moitié des écoliers en étaient issus- à laquelle se joignirent de nombreuses familles d'agriculteurs venus des régions françaises de Bretagne, du Nord, de l'Aveyron, puis quelques rapatriés d'Afrique du Nord. L'établissement récent de quelques familles anglaises et hollandaises vient compléter ce remarquable "melting pot" qui n'a pas effacé pour autant un peuplement et une culture gasconne fédératrice, demeurée vivace jusqu'à aujourd'hui dans la langue, la cuisine, le vêtement.

## Politique et administration
La vie politique municipale a été  marquée depuis la Libération par des oscillations électorales favorables tantôt à des personnalités centristes (Geneau de Lamarlière), tantôt à des maires issus d'un mouvement communiste longtemps influent (Claude Giret). Ces clivages idéologiques nationaux sont désormais moins prégnants dans la vie locale, face aux nouveaux enjeux  comme l'intercommunalité constituée autour de Miramont-de-Guyenne  ("communauté des communes du pays de Lauzun"), les besoins de l'agriculture, les services aux personnes âgées et le maintien de commerces, poste et école, cette dernière faisant partie d'un regroupement pédagogique avec Monbahus en accueillant les CM1 et CM2. .
| Période      | Période       | Identité            | Étiquette | Qualité                              |
| ------------ | ------------- | ------------------- | --------- | ------------------------------------ |
| ?            | décembre 1941 | M. Girou            | ?         | Révoqué par le Gouvernement de Vichy |
| avant 1988   | 1989          | Didier Darnige      |           |                                      |
| mars 1989    | mai 1999      | Claude Giret        | PCF       |                                      |
| juillet 1999 | mars 2008     | Jean-Louis Sterling |           |                                      |
| mars 2008    | mars 2014     | Marcelle Archambaud |           |                                      |
| mars 2014    | En cours      | Jean-Marie Lenzi    | MoDem     |                                      |

## Démographie
L'évolution du nombre d'habitants est connue à travers les recensements de la population effectués dans la commune depuis 1800. Pour les communes de moins de 10 000 habitants, une enquête de recensement portant sur toute la population est réalisée tous les cinq ans, les populations de référence des années intermédiaires étant quant à elles estimées par interpolation ou extrapolation. Pour la commune, le premier recensement exhaustif entrant dans le cadre du nouveau dispositif a été réalisé en 2006.

En 2022, la commune comptait 286 habitants, en évolution de +0,7 % par rapport à 2016 (Lot-et-Garonne : −0,18 %, France hors Mayotte : +2,11 %).
| 1800 | 1806  | 1821 | 1831  | 1836  | 1841  | 1846  | 1851  | 1856  |
| ---- | ----- | ---- | ----- | ----- | ----- | ----- | ----- | ----- |
| 942  | 1 063 | 984  | 1 101 | 1 093 | 1 080 | 1 100 | 1 038 | 1 019 |

| 1861 | 1866 | 1872 | 1876 | 1881 | 1886 | 1891 | 1896 | 1901 |
| ---- | ---- | ---- | ---- | ---- | ---- | ---- | ---- | ---- |
| 977  | 916  | 913  | 898  | 823  | 801  | 726  | 680  | 651  |

| 1906 | 1911 | 1921 | 1926 | 1931 | 1936 | 1946 | 1954 | 1962 |
| ---- | ---- | ---- | ---- | ---- | ---- | ---- | ---- | ---- |
| 644  | 584  | 511  | 585  | 602  | 578  | 512  | 590  | 503  |

| 1968 | 1975 | 1982 | 1990 | 1999 | 2006 | 2011 | 2016 | 2021 |
| ---- | ---- | ---- | ---- | ---- | ---- | ---- | ---- | ---- |
| 419  | 364  | 339  | 306  | 282  | 303  | 270  | 284  | 286  |

| 2022 | - | - | - | - | - | - | - | - |
| ---- | - | - | - | - | - | - | - | - |
| 286  | - | - | - | - | - | - | - | - |

## Économie
Commune dont l'activité économique repose essentiellement sur des exploitations de polyculture et d'élevage, des artisans, un début de villégiature et tourisme vert et qui, malgré le déclin démographique a su préserver quelques services (boulangerie-traiteur, bureau de poste, salon de coiffure).

## Vie locale

### Enseignement
Il existe une école à classe unique (CM1-CM2) dans un regroupement pédagogique intercommunal (RPI) avec Monbahus, voisin de 7 km, avec transport scolaire et  garderie de 7 h 30 à 18 h 30. Collège de Miramont-de-Guyenne  et lycées de Marmande et Sainte-Livrade sont les établissements secondaires les plus proches.

### Politique et administration
L'essentiel des services  sont à Miramont-de-Guyenne (principaux commerces et services, gendarmerie), Marmande (sous-préfecture, gare SNCF, hôpital).

## Lieux et monuments
Parmi les curiosités il convient de mentionner la vieille église romane de Salabès, hameau distant de 3 km, les ruines d'un moulin à vent, une forêt de 2 km² ou se retrouvent amateurs de champignons et palombières, et de nombreux chemins pittoresques qui subsistent malgré les remembrements.
- Église Saint-Saturnin du XVe siècle.
- Église Saint-Laurent (bourg de Salabès) du XIe siècle.